# Indianapolis Tennis Championships 1998 - Qualificazioni doppio
Le qualificazioni del doppio  dell'Indianapolis Tennis Championships 1998 sono state un torneo di tennis preliminare per accedere alla fase finale della manifestazione. I vincitori dell'ultimo turno sono entrati di diritto nel tabellone principale. In caso di ritiro di uno o più giocatori aventi diritto a questi sono subentrati i lucky loser, ossia i giocatori che hanno perso nell'ultimo turno ma che avevano una classifica più alta rispetto agli altri partecipanti che avevano comunque perso nel turno finale.
Le qualificazioni del doppio del torneo Indianapolis Tennis Championships 1998 prevedevano 8 coppie partecipanti di cui 2 sono entrate nel tabellone principale.

## Teste di serie
1. Brent Haygarth /  Marcos Ondruska (Qualificati)
2. Arnaud Clément /  Jérôme Golmard (primo turno)

1. Paul Goldstein /  Jim Thomas (Qualificati)
2. Laurence Tieleman /  Vladimir Volčkov (primo turno)

## Qualificati
1. Brent Haygarth  /   Marcos Ondruska

1. Paul Goldstein  /   Jim Thomas

## Tabellone

### Legenda
| - Q = Qualificato - WC = Wild card - LL = Lucky loser | - ALT = Alternate - SE = Special Exempt - PR = Protected Ranking | - w/o = Walkover - r = Ritirato - d = Squalificato |

### Sezione 1
|  | Primo turno | Primo turno                        | Primo turno                        | Primo turno | Primo turno |  |  | Ultimo turno | Ultimo turno                   | Ultimo turno                   | Ultimo turno                   | Ultimo turno |  |
|  |             |                                    |                                    |             |             |  |  |              |                                |                                |                                |              |  |
|  | 1           | Brent Haygarth Marcos Ondruska     | Brent Haygarth Marcos Ondruska     | 6           | 6           |  |  |              |                                |                                |                                |              |  |
|  |             | Mark Draper Toby Mitchell          | Mark Draper Toby Mitchell          | 4           | 2           |  |  | 1            | Brent Haygarth Marcos Ondruska | Brent Haygarth Marcos Ondruska | Brent Haygarth Marcos Ondruska | W-O          |  |
|  |             | Pat Cash Christo van Rensburg      | Pat Cash Christo van Rensburg      | 7           | 7           |  |  |              | Pat Cash Christo van Rensburg  | Pat Cash Christo van Rensburg  | Pat Cash Christo van Rensburg  |              |  |
|  | 4           | Laurence Tieleman Vladimir Volčkov | Laurence Tieleman Vladimir Volčkov | 5           | 6           |  |  |              |                                |                                |                                |              |  |

### Sezione 2
|  | Primo turno | Primo turno                   | Primo turno               | Primo turno | Primo turno |  |  | Ultimo turno | Ultimo turno              | Ultimo turno              | Ultimo turno | Ultimo turno |  |
|  |             |                               |                           |             |             |  |  |              |                           |                           |              |              |  |
|  |             | Scott Davis David Pate        | 6                         | 3           | 6           |  |  |              |                           |                           |              |              |  |
|  | 2           | Arnaud Clément Jérôme Golmard | 2                         | 6           | 4           |  |  |              | Scott Davis David Pate    | Scott Davis David Pate    | 2            | 6            |  |
|  | 3           | Paul Goldstein Jim Thomas     | Paul Goldstein Jim Thomas | 6           | 6           |  |  | 3            | Paul Goldstein Jim Thomas | Paul Goldstein Jim Thomas | 6            | 7            |  |
|  |             | Dan Kronauge Rick Witsken     | Dan Kronauge Rick Witsken | 3           | 2           |  |  |              |                           |                           |              |              |  |